# 無声硬口蓋摩擦音
無声硬口蓋摩擦音（むせい こうこうがい まさつおん）は、子音の一種。硬口蓋で調音される無声の摩擦音である。

## 特徴
- 気流の起こし手 - 肺臓気流機構。
- 発声 - 声帯の振動を伴わない無声音。
- 調音
  - 調音位置 - 前舌と硬口蓋による硬口蓋音。
  - 調音方法
    - 口腔内の気流 - 舌の中央の隙間を気流が通る中線音。
    - 調音器官の接近度 - 隙間を作って空気を通りにくくし、そこに気流を通すことによる摩擦音。
    - 口蓋帆の位置 - 口蓋帆を持ち上げて鼻腔への通路を塞いだ口音。

## 言語例
- 日本語 - 「ひ」/hi/および拗音「ひゃ・ひゅ・ひょ」(/hj-/)に含まれる子音。
- 英語 - [i]を含む文字や,一部の単語について [u]を含む文字の前のh("huge", "human" etc.)
- ドイツ語 - 非ギリシア語源で、a, o, u, au の後以外の全ての ch; -ig の g; iの前の、日本語に由来する例えば“Hiroko”や“Masahiro”などのh
- ギリシア語 - χ（+ /e/, /i/を表す文字）
- スウェーデン語 - (k,sk +i,e,y)
- メキシコのスペイン語 - たとえば"Mexico"の"x"をこの音で発音することが多い（/x/の異音）
- 中国語煙台方言 - 孝 [çiao˩˨˩]
- 韓国語 - /h/の異音。母音/i/（ㅣ）および/j/系の半母音（ㅑ, ㅕ, ㅛ, ㅠ, ㅖ, ㅒ）の前のㅎ。